# Krajinski park Pivška presihajoča jezera
Krajinski park Pivška presihajoča jezera je bil ustanovljen z namenom, da se ohrani značilna kraška pokrajina ob reki Pivki s presihajočimi jezeri ter suhi travniki, mokrišča in gozdovi Javornikov, raznolik rastlinski in živalski svet, vse na delu območja zgornje Pivške kotline.
V letu 2012 je Občina Pivka podala pobudo za zavarovanje celotnega območja presihajočih jezer, vključno z območjem ob reki Pivki in Javornikov do občinske meje. Občinski svet je sprejel Odlok o krajinskem parku Pivška presihajoča jezera na svoji 24. redni seji dne 15.5.2014.

## Območje
Krajinski park obsega del Zgornje Pivke in Javornikov na območju občine Pivka:
- jugozahodu sega čez Taborski greben v vznožju Košanske doline in Brkinov;
- dno terasaste kraške kotline Zgornje Pivke, kjer teče reka Pivka;
- enajst od sedemnajstih presihajočih jezer (Kljunov ribnik, Malo in Veliko Zagorsko, Veliko in Malo Drskovško, Parsko, Radohovsko, Klenski dol, Palško, Petelinjsko, Krajnikov dol);
- na vzhodu leži visoka kraška planota Javorniki, ki je porasla z gozdovi, ki so del ene najobsežnejših strnjenih gozdnih površin v tem delu Evrope.

Krajinski park leži v porečju kraške Ljubljanice (pivški povirni krak) in na vodovarstvenem območju črpališča pitne vode v Malnih pri Planini, skrajni jugozahodni del pa pripada porečju reke Reke in se delno prekriva z vplivnim območjem Regijskega parka Škocjanske jame.

## Zaščita
V krajinskem parku je 117 naravnih vrednot, 17 prednostnih habitatnih tipov, 5 naravnih spomenikov (Petelinjsko, Palško, Veliko in Malo Drskovško jezero ter Brezno pri Oglenicah), 3 ekološko pomembna območja (Osrednje območje življenjskega prostora velikih zveri – ident. št. 80000, Snežnik – Pivka – ident. št. 51200, Matijeva jama – ident. št. 50155), posebno ohranitveno območje Javorniki – Snežnik (SI3000231) in posebno varstveno območje (Natura 2000) Snežnik – Pivka (SI5000002). V krajinskem parku so tudi gozdni rezervati Ilov klanec, Dedna gora in Bička gora.
Območje jezer je neposeljeno, z ekstenzivno kmetijsko rabo. Globeli so del leta pod vodo. Tukaj najdemo habitate ogroženih rastlinskih in živalskih vrst. Na terasah so tipi suhih travnikov in gozd, na Javornikih jelovo – bukov.
Največ� je jam, nekaj je starih dreves izjemnih dimenzij. Območje parka vključuje jugozahodni del osrednjega območja življenjskega prostora velikih zveri (rjavega medveda, volka in risa).